# 克里坦登縣 (阿肯色州)
克里坦登縣（英語：Crittenden County）是美国阿肯色州東部的一個縣，東、南隔密西西比河與田纳西州和密西西比州相望，面積1,649平方公里。根据2020年美國人口普查，共有人口48,163人。縣治馬里昂（Marion）。該縣成立於1825年10月22日，縣名紀念阿肯色州首任州務卿羅伯特·克里坦登（Robert Crittenden）。